# 406호 프로젝트
406호 프로젝트는 대한민국의 음악 그룹이다. 2014년 싱글 앨범 [넌 나 어때]로 데뷔했다.

## 방송
- 아시안탑밴드 (2021) - 한국 대표 선발전 4위

## 수상
- 문화콘서트 난장 숨은 보석을 찾아라 대상 (2019)